# Bißnitz
Die Bißnitz ist ein etwa 15 km langer Bach in den Kreisen Stormarn und Segeberg, der zum Flusssystem der Trave gehört und in den Wardersee mündet.

## Name
Der Name stammt aus der polabischen Sprache. Er leitet sich vom Wort *Bezdna für 'Abgrund' ab und hätte demnach die Bedeutung tiefer Fluss bzw. der in einer Vertiefung fließt. Alternativ könnte er sich auch vom Wort beš für 'Dämon, Teufel' ableiten.

## Verlauf
Er entsteht aus mehreren Entwässerungsgräben bei der Gemeinde Rehhorst im Kreis Stormarn. Etwa 10 km nach seiner Entstehung wird er bei der Ortschaft Söhren von der Steinbek gespeist und fließt bei Pronstorf in den Wardersee. Die Bißnitz ist für die Schifffahrt nicht geeignet.

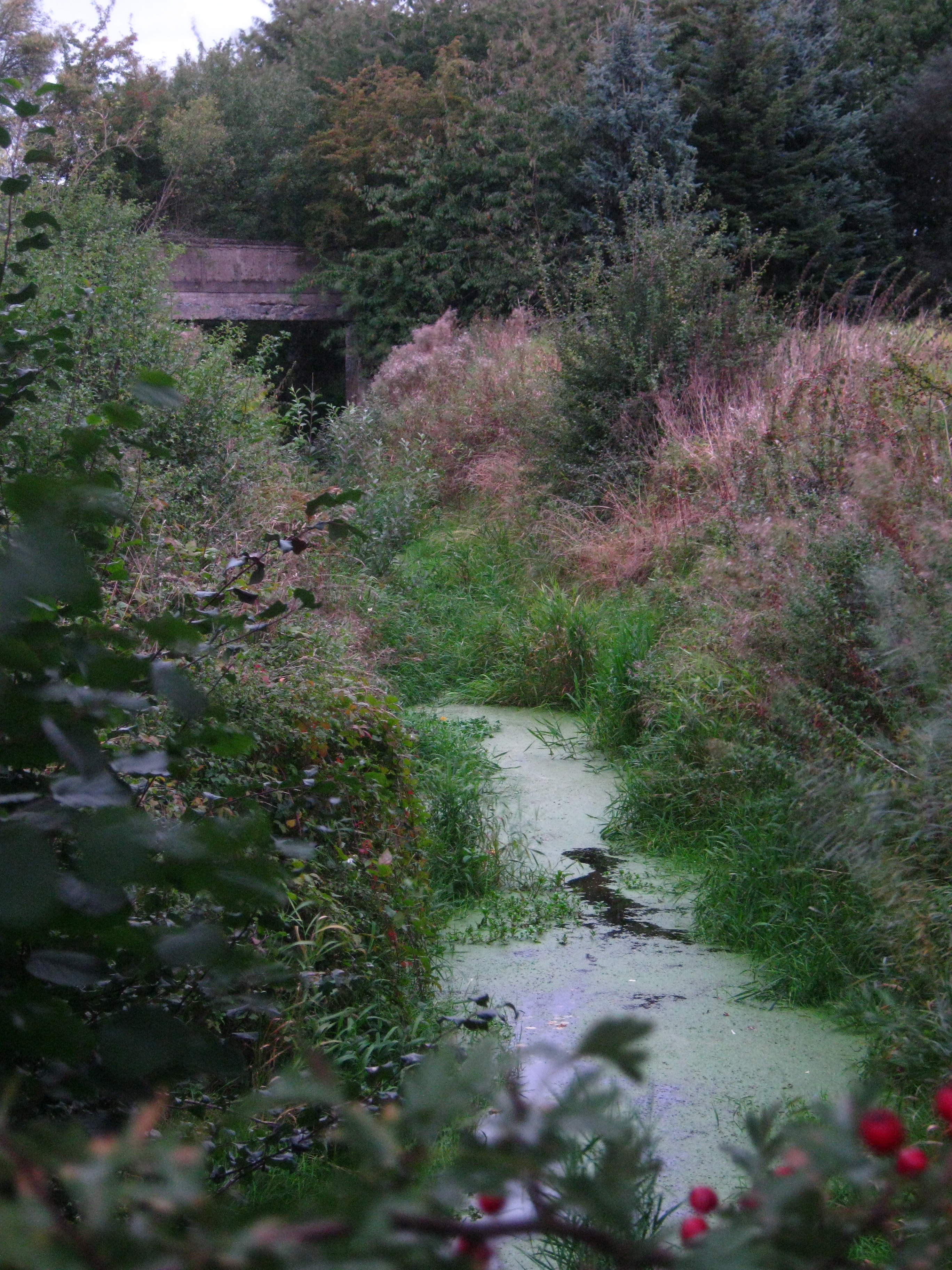
Die Bißnitz bei Steinbek im September 2013. Im Hintergrund eine Brücke der ehemaligen Lübeck-Segeberger Eisenbahn.

## Flora und Fauna
Die Bißnitz ist größtenteils ein kleiner Bach, der folgende Fischarten enthält: Rotfeder, Rotauge (Plötze), Brassen (oder Blei, Brachsen), Flussbarsch, Stichlinge, vereinzelt Bachforelle, Karausche, Schleie und Karpfen. Im Frühjahr ziehen Hechte durch die Bißnitz in die Steinbek, um dort in mündenden Entwässerungsgräben und überschwemmten Wiesen zu laichen.